# Титовський Починок
Титовський Починок (рос. Титовский Починок) — присілок в Красноборському районі Архангельської області Російської Федерації.
Населення становить 36 осіб. Входить до складу муніципального утворення Телеговське сільське поселення.

## Історія
Від 2004 року входить до складу муніципального утворення Телеговське сільське поселення.

## Населення
| 2010 |
| ---- |
| 36   |